# Tomáš Semerád
Tomáš Semerád (* 18. November 2002 in Prag) ist ein tschechischer Beachvolleyballspieler.

## Karriere

### Karriere Jugend und Junioren
Der in der tschechischen Hauptstadt geborene Sportler startete 2020 mit Jakub Šépka bei den Kontinentalmeisterschaften der unter Zwanzigjährigen und erreichte mit ihm das Achtelfinale. Während 2021 die U20-EM mit dem siebzehnten Rang eher suboptimal verlief, konnten die Tschechen bei den  U19-Welttitelkämpfen ins Viertelfinale und bei den unter Einundzwanzigjährigen sogar in die Vorschlussrunde einziehen. In der folgenden Saison war die Runde der letzten Acht bei der U22-EM die Endstation für das Duo. Dieses Resultat bestätigten sie 2023.

### Karriere Erwachsene
Erste nennenswerte internationale Ergebnisse erkämpften die beiden auf der World Tour 2022, als sie sich beim Challenger in Itapema durch die Qualifikation ins Hauptfeld vorarbeiteten, beim gleichwertigen Wettbewerb in Agadir die Lucky-Loser-Runde überstanden und auf Sun Island sogar ins Viertelfinale vordringen konnten. Bei der EM im gleichen Jahr schieden sie satz- und sieglos nach der Gruppenphase aus. 2023 konnten sie ein Turnier der tschechischen Beachserie für sich entscheiden. Die Europameisterschaft endete für sie in der ersten K.-o.-Runde und beim Challenge in Brno belegten sie den geteilten fünften Platz.
Anschließend wechselte Semerád zu Adam Štoček. Beste Resultate im Jahr 2024 waren ein dritter und ein vierter Rang auf der tschechischen Tour sowie Viertelfinalteilnahmen bei Futures in Nuvali und Genf. Mit Jan Dumek, mit dem er zuvor drei Mal vergeblich versucht hatte, die Hauptfelder von Elite16–Events zu erreichen, nahm Semerád an der EM teil. Die beiden schieden trotz eines Sieges und Punktgleichheit mit dem Zweiten und Dritten des Pools aufgrund des schlechtesten Ballquotienten als Gruppenvierte aus.